# 徳基発電所
徳基発電所（とくきはつでんしょ、繁: 德基發電廠）は、台湾の台中市和平区に位置する水力発電所である。徳基水庫の貯水を利用して発電され、発電量は年間3.6億キロワット時 (3.59億kWh) になる。
1996年（民国85年）8月以降、大甲渓流域一帯の発電所は、台湾電力公司による大甲渓発電所の統合・管理により編入され、1974年（民国63年）に完成した徳基発電所の名称も大甲渓発電所徳基支所（繁: 大甲溪發電廠德基分廠）とされる。
徳基発電所は、国の基盤となる重要な施設として常時警備されるなか、かつては観光者の見学も広く受け入れていたが、1999年9月21日の大地震以降、一般の入場を禁止している。

## 沿革
日本統治時代（1895-1945年）、1934年の実地調査に始まる大甲渓流域の豊富な水力資源の開発は、日中戦争（1937-1945年）勃発後、大甲渓電源開発計画のもと1941年1月より開始された。そして上流の達見（徳基）に水力発電所を建設するためのケーブル工事や道路工事などが行われたが、太平洋戦争（1941-1945年）の終戦に伴い中止された。
戦後、1946年（民国35年）5月、国民政府は日本統治時代の台湾電力を接収し、台湾電力公司を設立すると、大甲渓の開発を再開し、1956年（民国45年）には達見における調査がフランスの専門家らを招いて実施された。そして台湾電力は、1959年（民国48年）9月、達見の開発計画における「達見工程処」（繁: 達見工程處）を開設した。
1968年（民国57年）に世界銀行の融資の獲得に伴い、同年のうちに道路の拡張などの作業がなされ開始され、1969年（民国58年）12月8日、ダムおよび発電所が正式に着工された。1973年（民国62年）12月に貯水を開始し、1974年（民国63年）6月に第1発電機が稼動した。そして同年7月27日に第2発電機、9月29日に第3発電機の稼動により3基の水車発電機装置が完成し、徳基水庫および発電所は、1974年10月6日に竣工した。
工期4年10か月、総費用は新台湾ドル約51億3000万元余りで、設備容量は23万4000キロワット（78,000kW×3基）。貯水池（水庫）ならびに水力発電所が完成した際、中華民国総統蔣介石（蔣中正）により「徳基」（徳基発電所）と名付けられた。

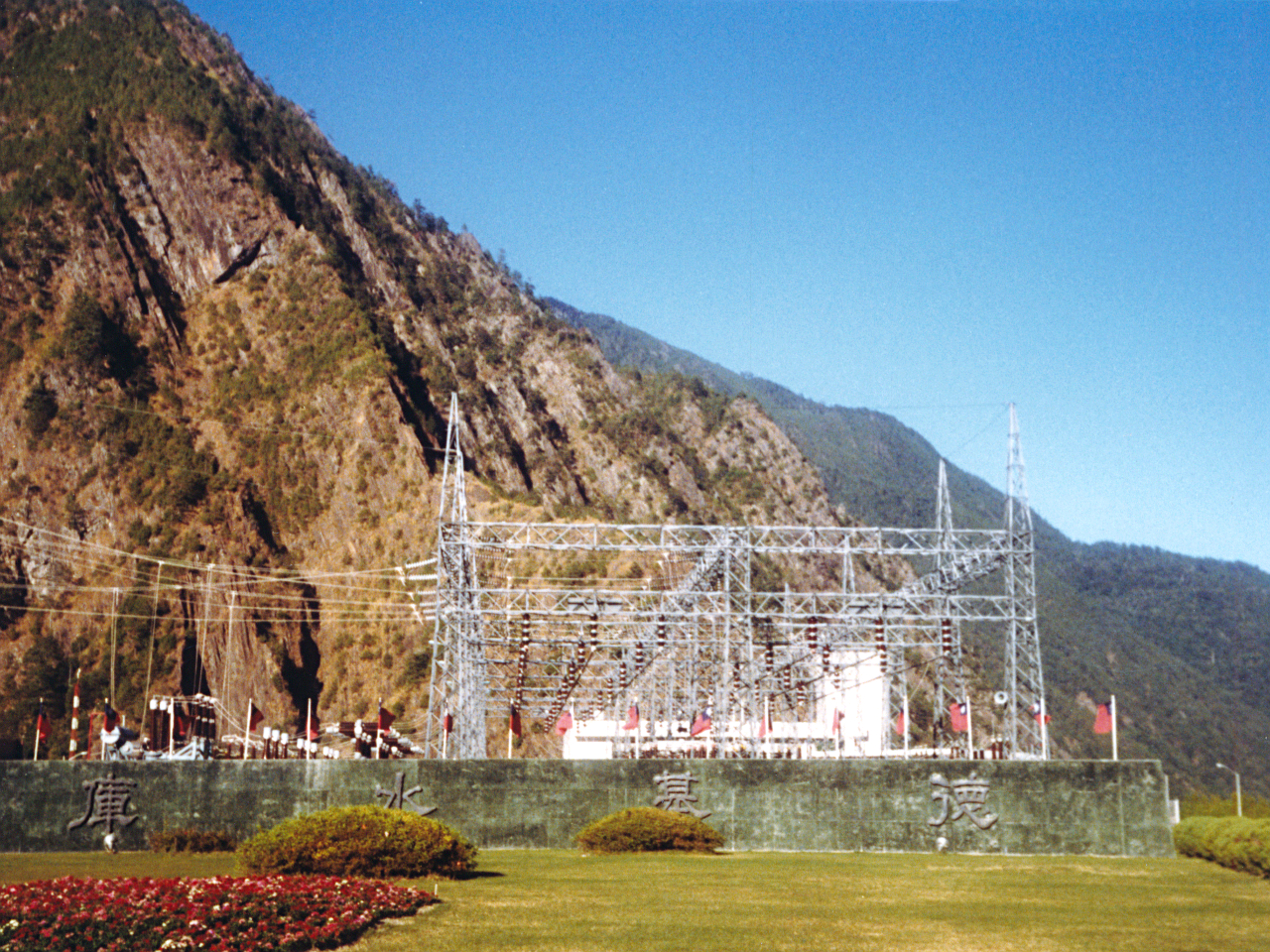
徳基発電所の施設
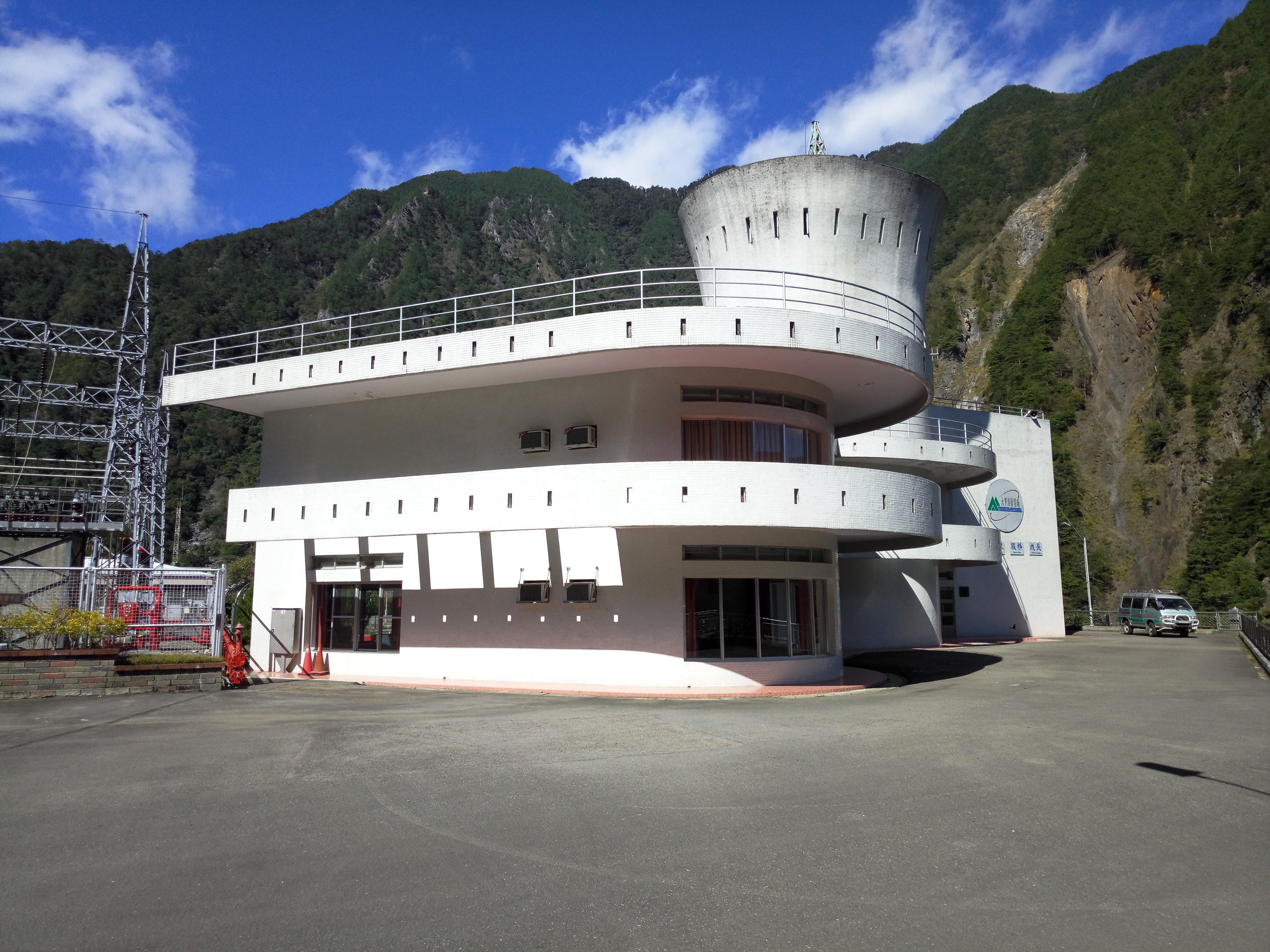
管制センター棟
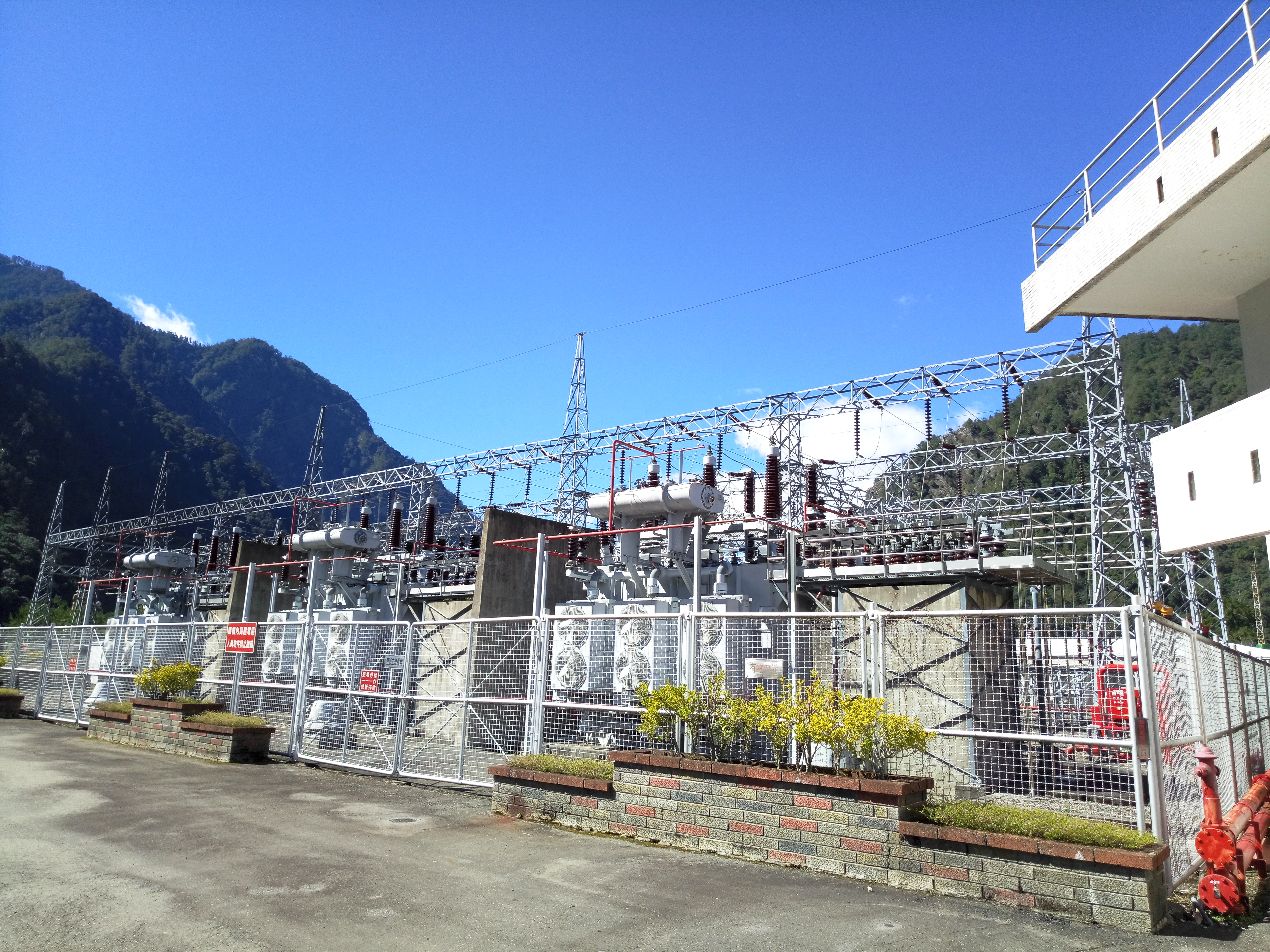
変電設備

## 発電設備

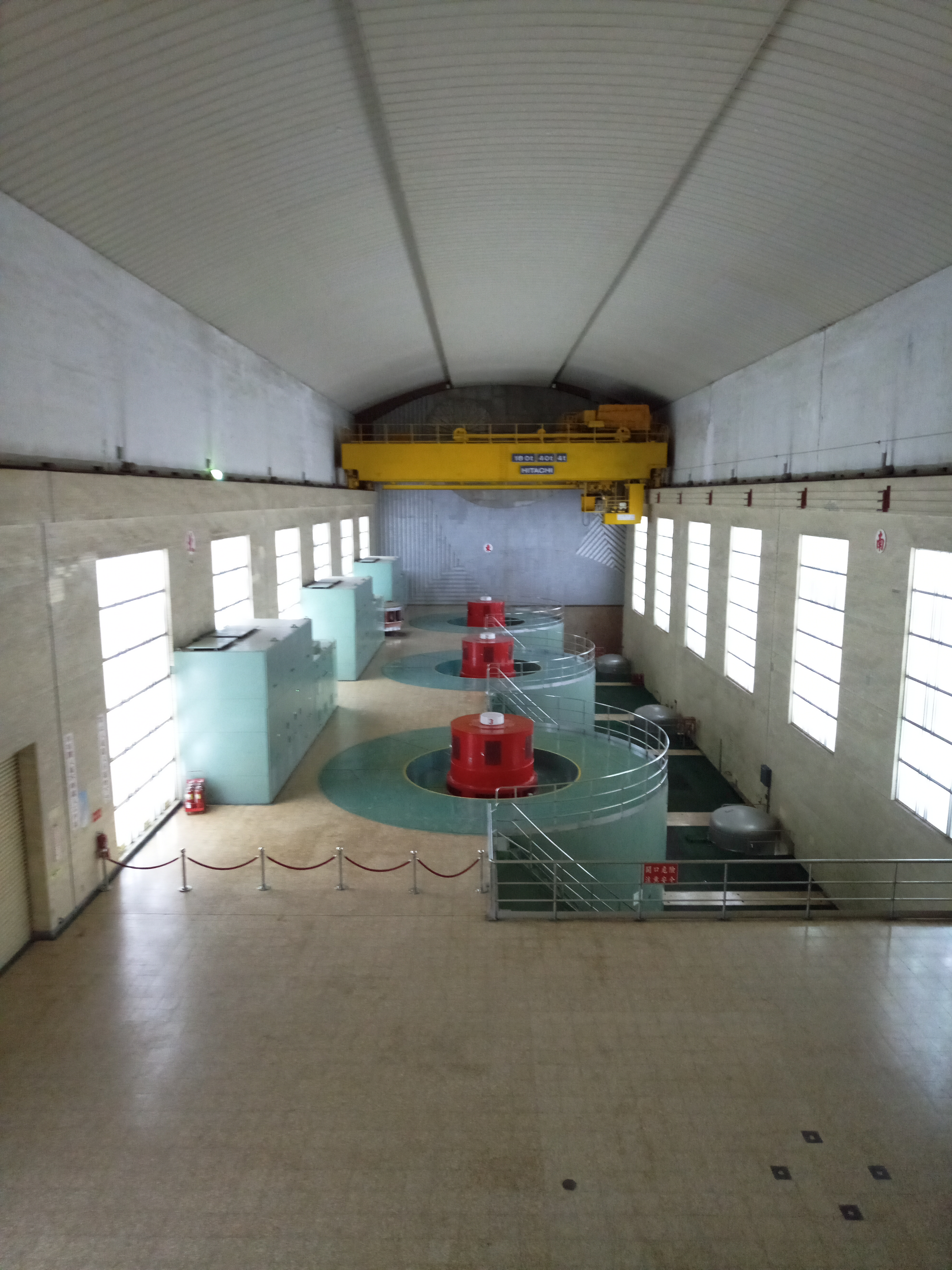
地下発電所と発電機3基

徳基の発電設備は、徳基水庫のダム左岸の鞍部より深さ 270メートル (890 ft) の地下にあり、地下発電所は奥行き 77メートル (253 ft)、幅 17.5メートル (57 ft)、高さ 33メートル (108 ft) で、水力発電のための水車発電機3基が設置される。3基の発電機は、日立製作所製の立軸フランシス水車発電機である。
水車は海抜 1,241メートル (4,072 ft) に位置し、徳基水庫の満水位 1,408メートル (4,619 ft) 時の高低差（水頭）は 167メートル (548 ft) で、ダム左岸の取水口より取り込まれて60度傾斜した直径 6メートル (20 ft) 水圧鉄管を通り、1基あたりに毎秒72.5トン (72.5立方メートル毎秒 (2,560 cu ft/s)) の水が、直径 2メートル (6.6 ft) の水車を回す。発電用水車の有効落差は 143.1メートル (469 ft)、回転速度 257回転毎分。

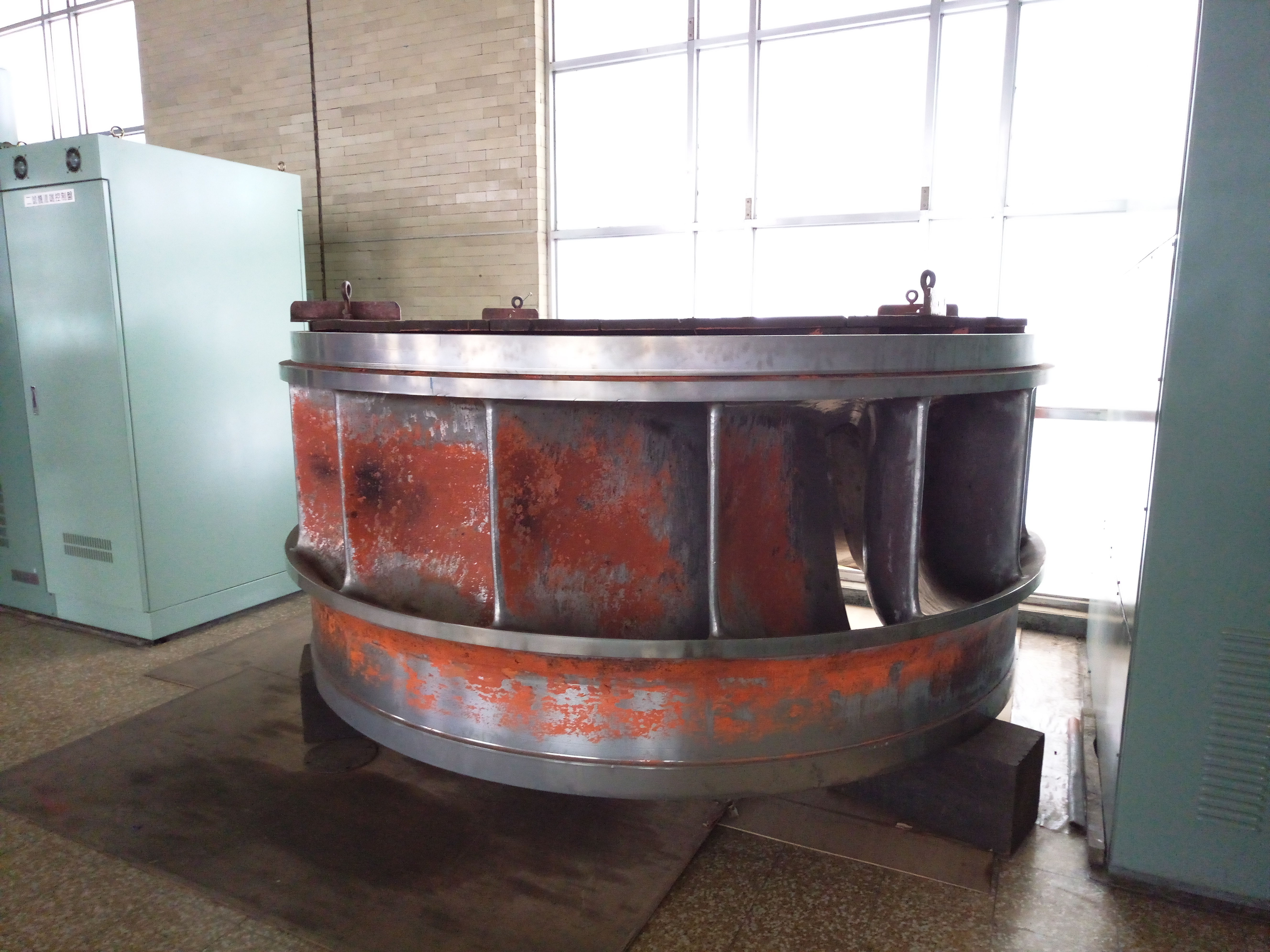
一時的に外された直径2mの水車
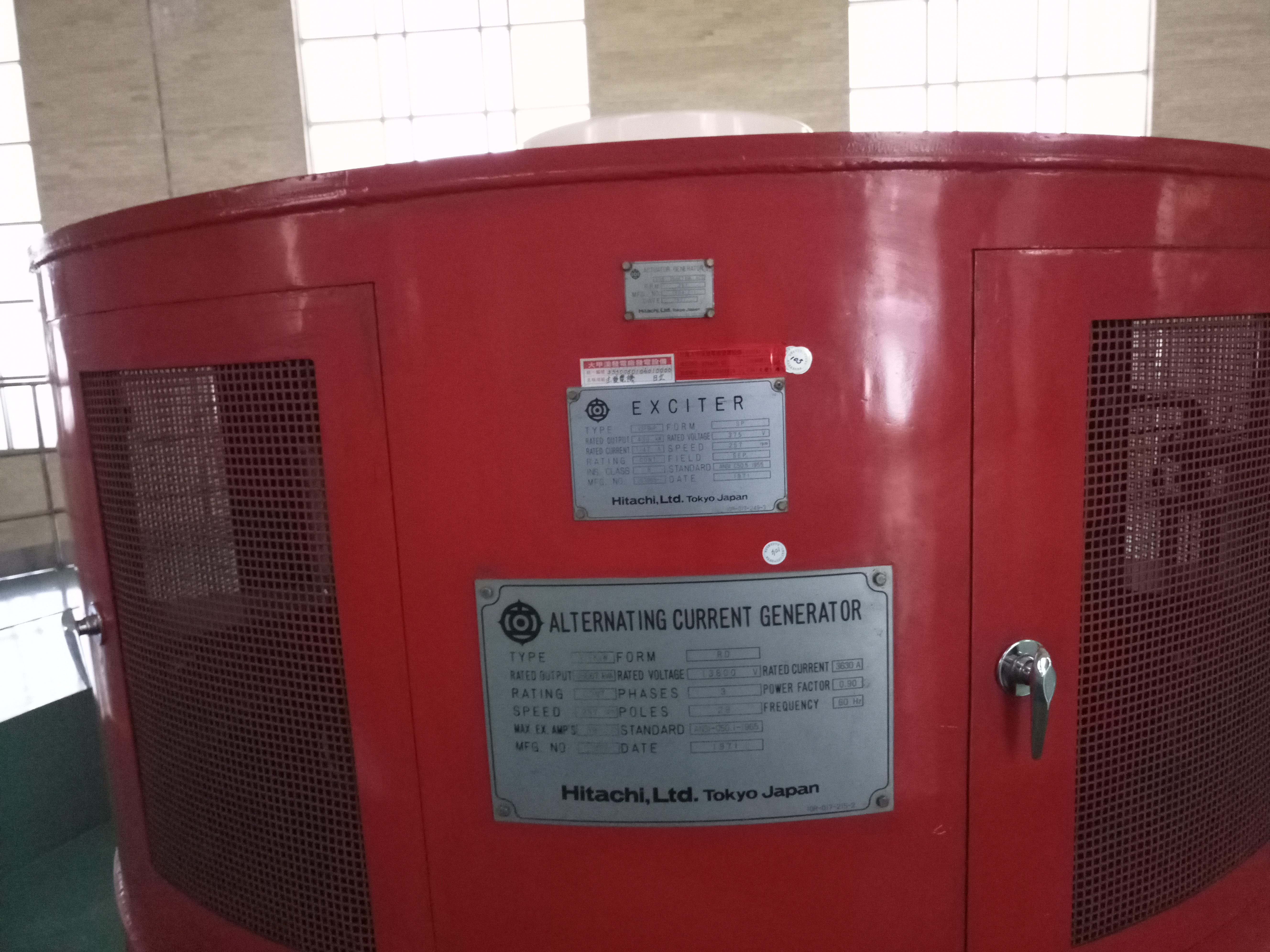
発電機（交流発電機）の銘板
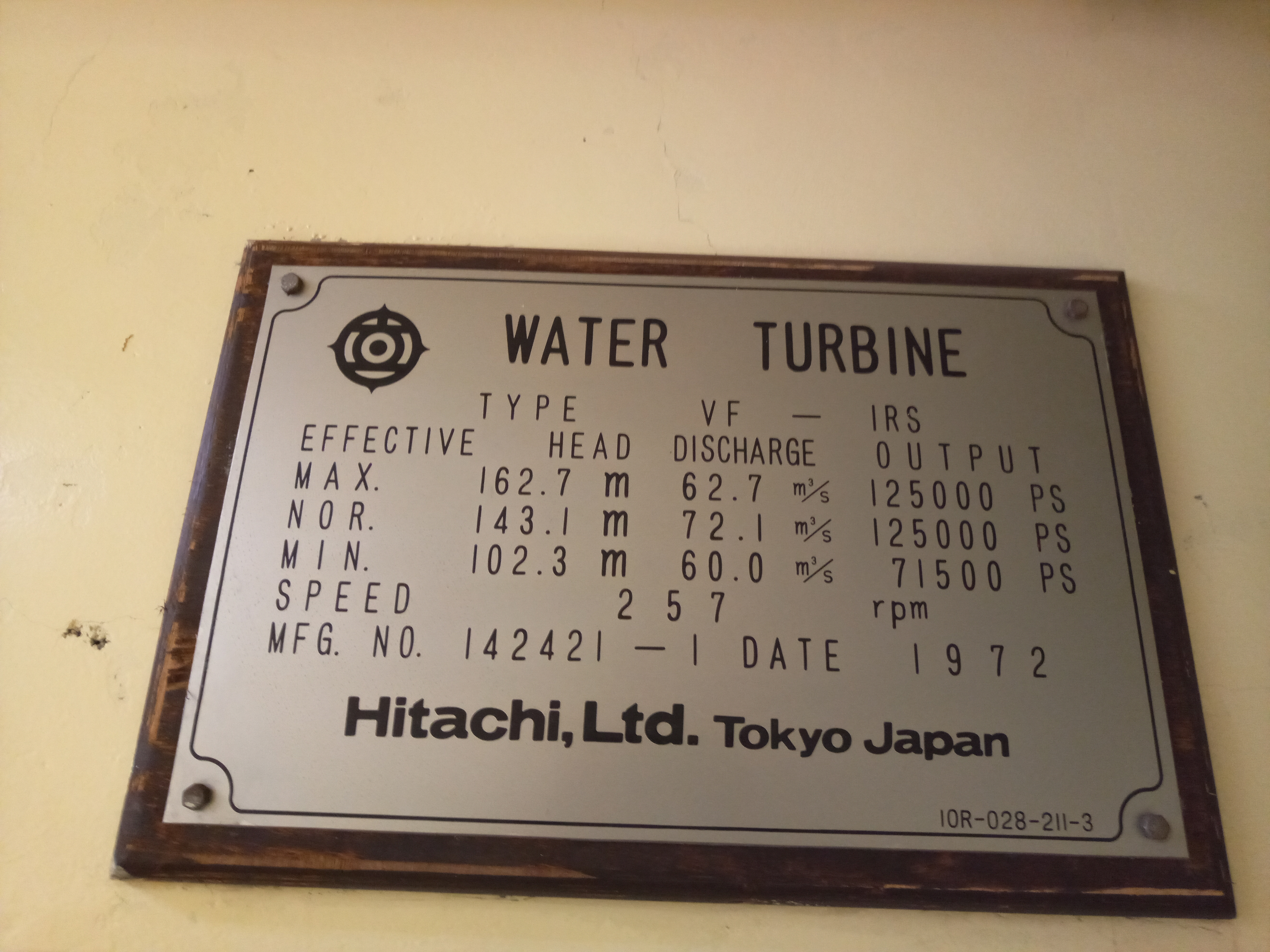
発電用水車の銘板

放水路トンネルは約 350メートル (1,150 ft) で、発電装置の使用より放出された水は、このトンネルより放水された後、下流の青山発電所・谷関発電所・天輪発電所・馬鞍発電所など大甲渓の各発電所を経て、さらに下流にある石岡ダムに公共用水や灌漑用水として供給される。